# Elcykel
En Elcykel er en cykel med en elektrisk hjælpemotor. Efterhånden har elcyklerne fået langtrækkende akkumulatorpakker og et moderne design. En elcykel kostede 2010 mellem 7.000 og 12.000 kroner. Salget er stigende, og elcyklen kan formodentlig blive et af alternativerne til benzin- og dieseldrevne køretøjer i byerne.

## Oprindelse
Den 31 december 1895 fik firmaet Bolton Jr. i USA U.S. Patent 552,271 for en en cykel med en 10-V akkumulator og en elmotor monteret i baghjulsnavet.
De første moderne elcykler kom på markedet i 1992 fra firmaet Velocity, Schweiz. Elcykler begrænset til 250 Watt effekt og 25 km/t blev tilladt i Danmark i 1999, og dansk produktion startede samme år.

## Teknisk opbygning
Grundlæggende er en elcykel en ganske almindelig cykel med elektrisk hjælpemotor monteret i for- eller bagnav. Juridisk og forsikringsmæssig regnes den også for en almindelig cykel.
Lovgivningsmæssig gælder de samme regler for el-cykler som for almindelige cykler, så længe der kun er en el-motor på cyklen, at den kun afgiver effekt, når der trædes i pedalerne, at motoren har en effekt på max 250 W og at motoren kun afgiver effekt når cyklens fart er under 25 km/t.
Den moderne elcykel har monteret en elektromotor, akkumulatorpakke, styreelektronik for motoren og en sensor til føling af pedalbevægelsen. De fleste modeller er forsynet med batterikontrolviser og manuel indstilling af motorkraften. Elcyklens rækkevidde er med få stigninger ca. 30-50 kilometer. Batteriet oplades via en alm. 230 volt stikkontakt.

### Akkumulatorpakke (batteri)
En elcykel har en akkumulatorpakke på typisk 36V 10Ah. For at akkumulatorpakken ikke går i stykker for tidligt under opladning og afladning, indeholder akkumulatorpakken udover en masse akkumulatorceller, også et batteristyresystem (BMS). Selv mærkevare-elcyklers akkumulatorpakker fejler mange gange indenfor 2 år - dvs indenfor reklamationsretten. Nogle akkumulatorpakker fejler tidligere, fordi deres BMS ikke beskytter mod overafladning af de individuelle celler.

En ny akkumulatorpakke koster i 2010 3.000-4.000 kroner afhængig af producenten, men de bliver sandsynligvis billigere. Ved en distance mellem hjem og arbejde på f.eks. 20 kilometer skulle akkumulatorpakken kunne holde til ca. tre års brug. Men hvis akkumulatorpakken fx kun holder 1 år svarer det til at elcyklen koster ca. 10 kr om dagen - alle dage - uanset om man anvender elcyklen eller ej.
Ifølge DR Kontant programmet fra 2014, kan akkumulatorpakken i mange tilfælde renoveres for en mindre pris end en ny.